# Distrito electoral de South Palmyra (condado de Otoe, Nebraska)
South Palmyra (en inglés: South Palmyra Precinct) es un distrito electoral ubicado en el condado de Otoe en el estado estadounidense de Nebraska. En el Censo de 2010 tenía una población de 308 habitantes y una densidad poblacional de 3,3 personas por km².

## Geografía
South Palmyra se encuentra ubicado en las coordenadas 40°39′16″N 96°24′25″O / 40.65444, -96.40694. Según la Oficina del Censo de los Estados Unidos, South Palmyra tiene una superficie total de 93.41 km², de la cual 93.4 km² corresponden a tierra firme y (0.01%) 0.01 km² es agua.

## Demografía
Según el censo de 2010, había 308 personas residiendo en South Palmyra. La densidad de población era de 3,3 hab./km². De los 308 habitantes, South Palmyra estaba compuesto por el 99.03% blancos, el 0% eran afroamericanos, el 0% eran amerindios, el 0% eran asiáticos, el 0% eran isleños del Pacífico, el 0.65% eran de otras razas y el 0.32% pertenecían a dos o más razas. Del total de la población el 1.3% eran hispanos o latinos de cualquier raza.